# Beatles Bop – Hamburg Days
Beatles Bop - Hamburg Days es un álbum recopilatorio de la grabación de 1961 de Tony Sheridan y The Beatles lanzado por Bear Family Records en 2001. Hasta la fecha, esta es la colección más completa de las grabaciones realizadas con el productor Bert Kaempfert para Polydor (excluyendo las otras grabaciones que aparecen en My Bonnie/The Beatles' first, álbumes que fueron hechos por otros músicos en el marco del nombre "The Beat Brothers ") -ambos en mezclas mono y estéreo del álbum. El álbum fue lanzado en un estándar de dos CD Jewel box con un libreto de 99 páginas y una edición de lujo empaquetado en un box set de tamaño LP que incluía un libro de tapa dura de 120 páginas, que contó con fotos inéditas, documentos, mangas sola imagen notas históricas, etc.
El conjunto ha sido eliminada del catálogo Bear Family Records.

## Lista de canciones
| Disco uno — Mono |                                                   |                                                             |          |  |
| N.º              | Título                                            | Escritor(es)                                                | Duración |  |
| 1.               | «My Bonnie» ((Introducción en alemán))            | Tradicional                                                 |          |  |
| 2.               | «My Bonnie» ((Introducción en inglés))            |                                                             |          |  |
| 3.               | «My Bonnie» ((Sin introducción))                  |                                                             |          |  |
| 4.               | «The Saints»                                      | Tradicional                                                 |          |  |
| 5.               | «Cry for a Shadow» (Instrumental)                 | Lennon/Harrison                                             |          |  |
| 6.               | «Why (Can't You Love Me Again)»                   |                                                             |          |  |
| 7.               | «Nobody's Child»                                  | Cy Coben, Mel Foree                                         |          |  |
| 8.               | «Ain't She Sweet»                                 | Milton Ager (música) y Jack Yellen (letra)                  |          |  |
| 9.               | «If You Love Me, Baby»                            | C. Singleton y W. Hall                                      |          |  |
| 10.              | «Sweet Georgia Brown»                             | Ben Bernie y Maceo Pinkard (música) y Kenneth Casey (letra) |          |  |
| 11.              | «Sweet Georgia Brown» ((Nueva letra))             |                                                             |          |  |
| 12.              | «Sweet Georgia Brown» ((versión estadounidense))  |                                                             |          |  |
| 13.              | «If You Love Me, Baby» ((versión estadounidense)) |                                                             |          |  |
| 14.              | «Ain't She Sweet» ((versión estadounidense))      |                                                             |          |  |
| 15.              | «Nobody's Child» ((versión estadounidense))       | Cy Coben, Mel Foree                                         |          |  |
| 16.              | «My Bonnie» ((versión medley))                    |                                                             |          |  |
| 17.              | «The Saints» ((versión medley))                   |                                                             |          |  |
| 18.              | «Cry for a Shadow» ((versión medley 1))           |                                                             |          |  |
| 19.              | «Cry for a Shadow» ((versión medley 2))           |                                                             |          |  |
| 20.              | «Swanee River» ((con introducción))               |                                                             |          |  |
| 21.              | «Swanee River» ((sin introducción))               | Stephen Foster                                              |          |  |

| Disco dos — Stereo |                                         |                                                             |          |  |
| N.º                | Título                                  | Escritor(es)                                                | Duración |  |
| 1.                 | «My Bonnie» ((Introducción en alemán))  | Tradicional                                                 |          |  |
| 2.                 | «My Bonnie» ((Introducción en inglés))  |                                                             |          |  |
| 3.                 | «My Bonnie» ((Sin introducción))        |                                                             |          |  |
| 4.                 | «The Saints»                            | Tradicional                                                 |          |  |
| 5.                 | «Cry for a Shadow» (Instrumental)       | Lennon/Harrison                                             |          |  |
| 6.                 | «Why (Can't You Love Me Again)»         |                                                             |          |  |
| 7.                 | «Nobody's Child»                        | Cy Coben, Mel Foree                                         |          |  |
| 8.                 | «Ain't She Sweet»                       | Milton Ager (música) y Jack Yellen (letra)                  |          |  |
| 9.                 | «If You Love Me, Baby»                  | C. Singleton y W. Hall                                      |          |  |
| 10.                | «Sweet Georgia Brown»                   | Ben Bernie y Maceo Pinkard (música) y Kenneth Casey (letra) |          |  |
| 11.                | «Sweet Georgia Brown» ((Nueva letra))   |                                                             |          |  |
| 12.                | «My Bonnie» ((versión medley))          |                                                             |          |  |
| 13.                | «The Saints» ((versión medley))         |                                                             |          |  |
| 14.                | «Cry for a Shadow» ((versión medley 1)) |                                                             |          |  |
| 15.                | «Cry for a Shadow» ((versión medley 2)) |                                                             |          |  |
| 16.                | «Swanee River» ((con introducción))     | Stephen Foster                                              |          |  |
| 17.                | «Swanee River» ((sin introducción))     |                                                             |          |  |